# 許繼祥

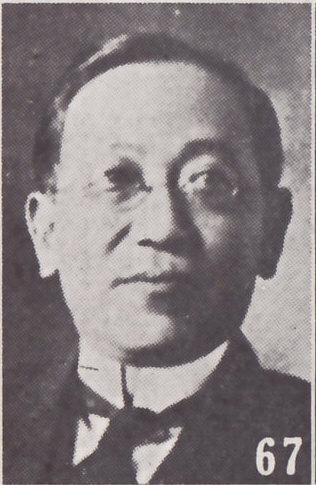
許継祥

許繼祥（19世纪—1942年4月8日）字翥屏，福建省福州府閩侯縣人，中華民国軍務官員。北洋政府、護法軍政府、國民政府的海軍官員，後來加入汪精卫政权。

## 事跡
毕业于福州華英学院。1911年11月，辛亥革命爆发后，許繼祥加入革命派，任滬軍都督府的顾问。1914年7月，被北洋政府任命为海军部軍法司司長。護法運動开始後，許繼祥南下加入了孙中山等人的護法軍政府，并于1917年9月擔任大元帥府参議。此后历任全国海道測量局局長、全国海岸巡防處處長。
1928年12月，国民政府成立后，任军政部海军署海政司司長、軍需署營造司司長。1930年2月，海军部改组后，留任海政司司長，並一直留任到直到1938年1月，海军部改组为海军总司令部為止。   1936年9月，被授予海军少将军衔 。
此后，許繼祥投靠汪精卫，1940年3月，汪精卫政權成立，任海軍部常務次長。次年，他还被任命为軍事参議院参議。1942年4月8日在職期間逝世。

## 注
1. ↑  徐主編（2007）、1693-1694頁。
2. 1 2 3  劉国銘主編（2005）、580頁。
3. 1 2 3  東亜問題調査会編（1941）、41頁。
4. 1 2  徐主編（2007）、1694頁。
5. ↑  劉寿林ほか編（1995）、468-470頁。
6. ↑  「福州籍将領名表」 （页面存档备份，存于）福建省情資料庫（福建省地方志編纂委員会ホームページによる。
7. ↑  劉寿林ほか編（1995）、1067頁。